# پاتریک دویر (دونده سرعت)
پاتریک دویر (انگلیسی: Patrick Dwyer؛ زادهٔ ۳ نوامبر ۱۹۷۷) ورزشکار دو و میدانی اهل استرالیا است.
وی در مسابقات کشوری و بین‌المللی در مجموع برندهٔ ۱ مدال نقره شده‌است.